# Ipomoea mauritiana
Az Ipomoea mauritiana a burgonyavirágúak (Solanales) rendjébe és a szulákfélék (Convolvulaceae) családjába tartozó faj.

## Előfordulása
Az Ipomoea mauritiana eredeti előfordulási területe a közép-amerikai Guatemalától és Belizétől délre, Dél-Amerika északi felén keresztül Bolíviáig és Észak-Brazíliáig tart. A Karib-térségben levő Dominikai Köztársaságban is jelen van. Az Amerikák mellett Afrikában is őshonos. Ezen a kontinensen majdnem mindenhol megtalálható, kivéve a sivatagos részeket és az Etióp-magasföldet. Madagaszkáron is megtalálható.
Az ember betelepítette Ázsiába (Indiától Indonéziáig), Ausztráliába (az ország északi és keleti részeire, továbbá Új-Guineába) és több szigetre is.

## Képek

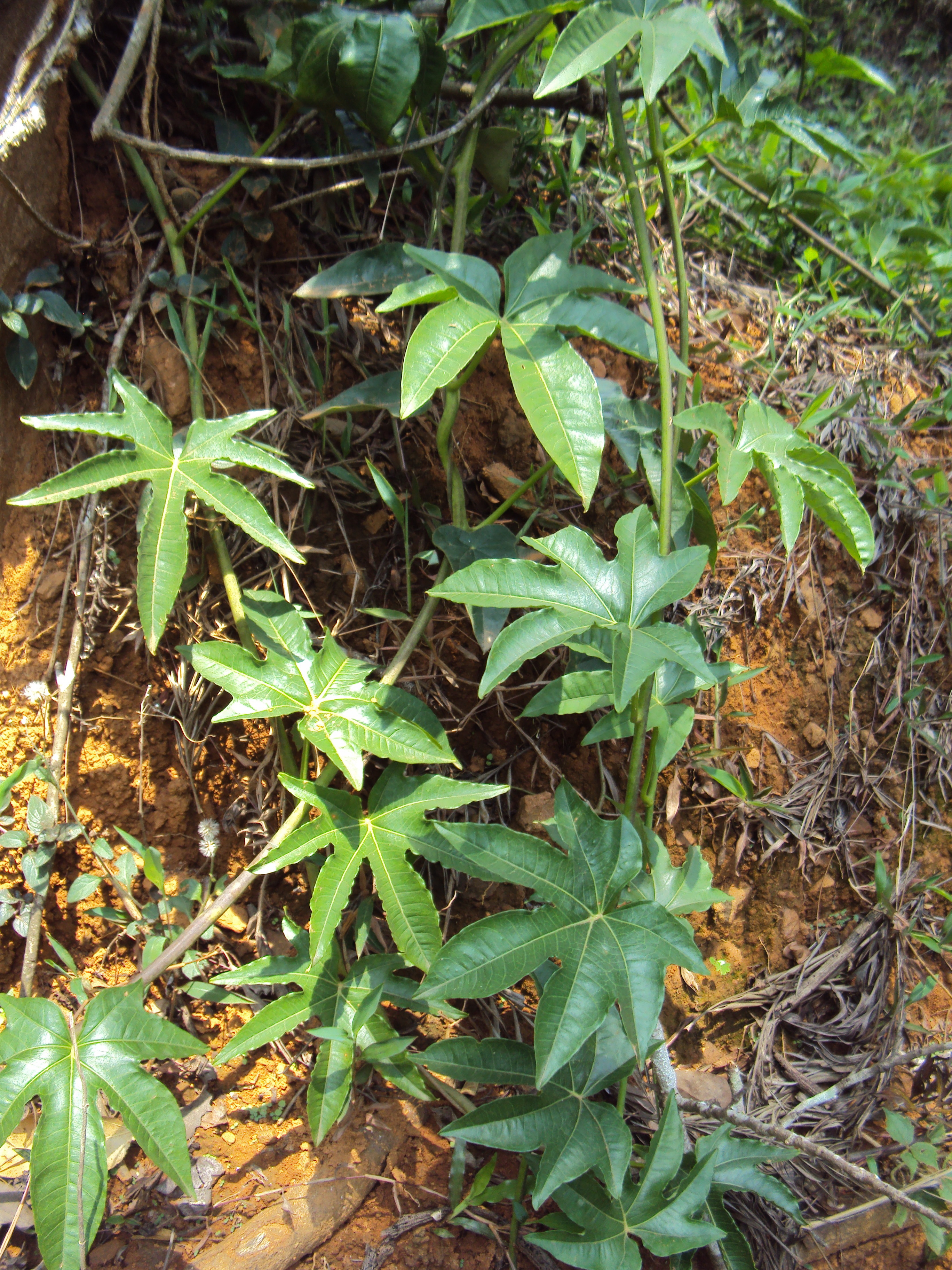
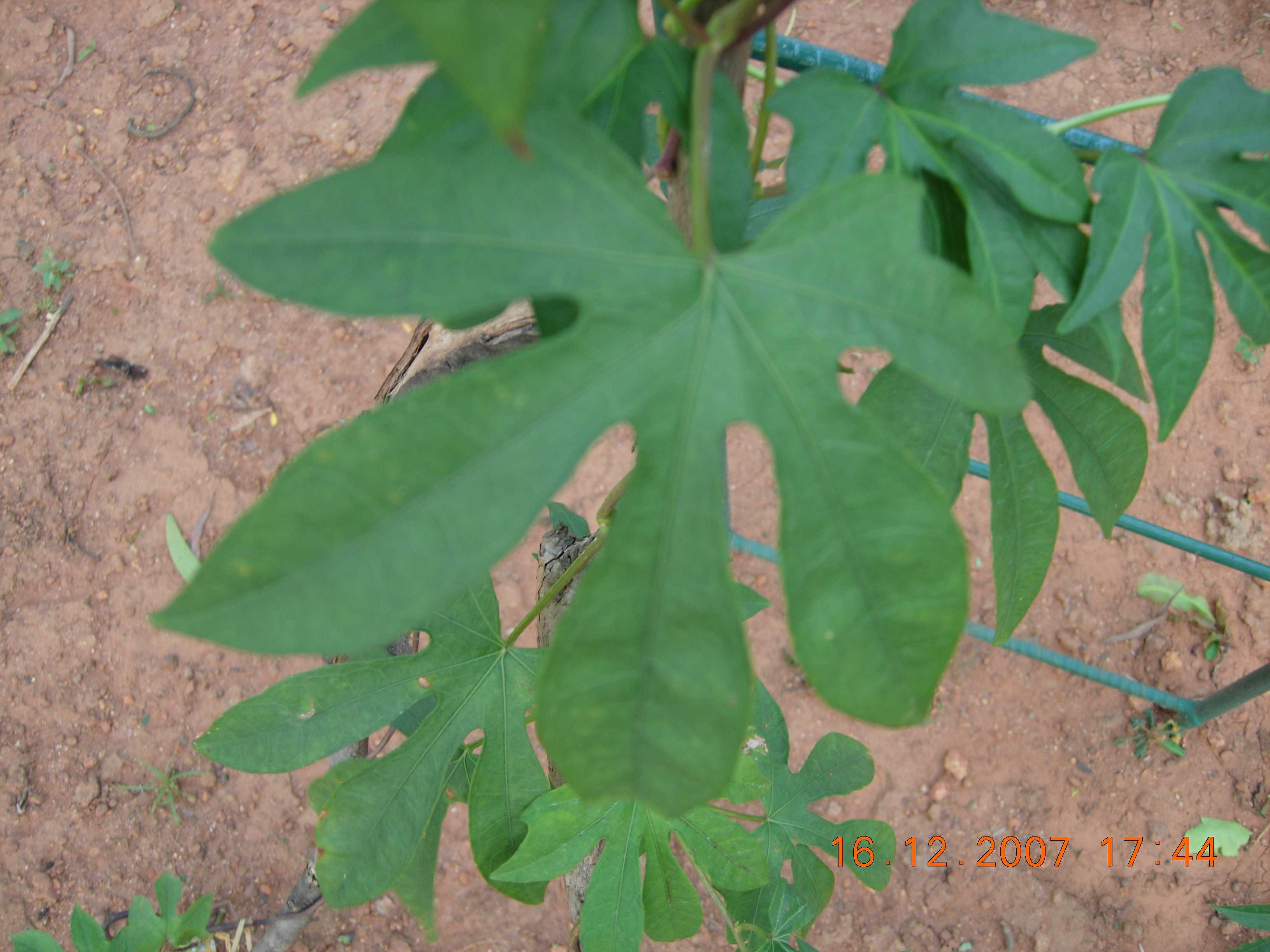
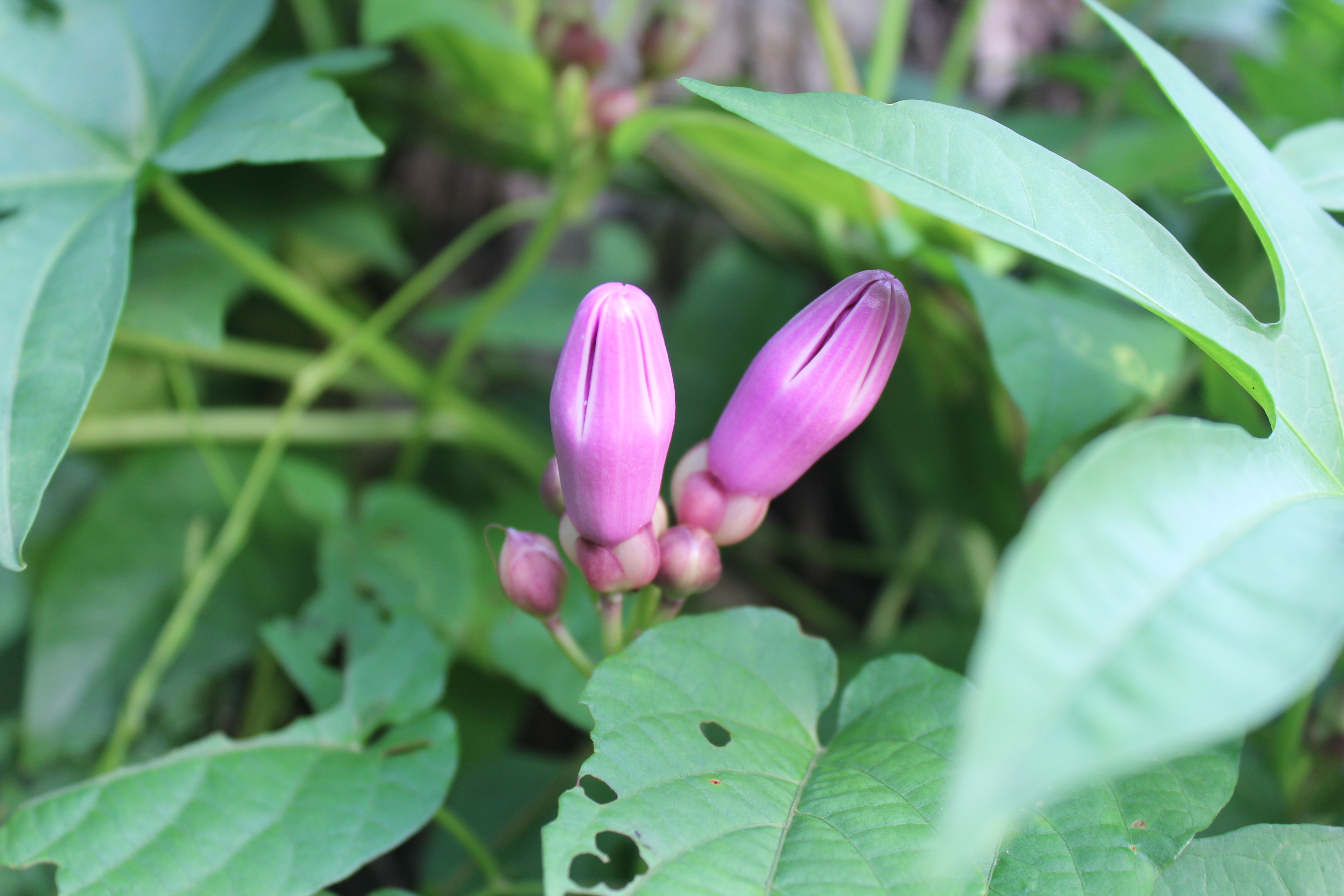
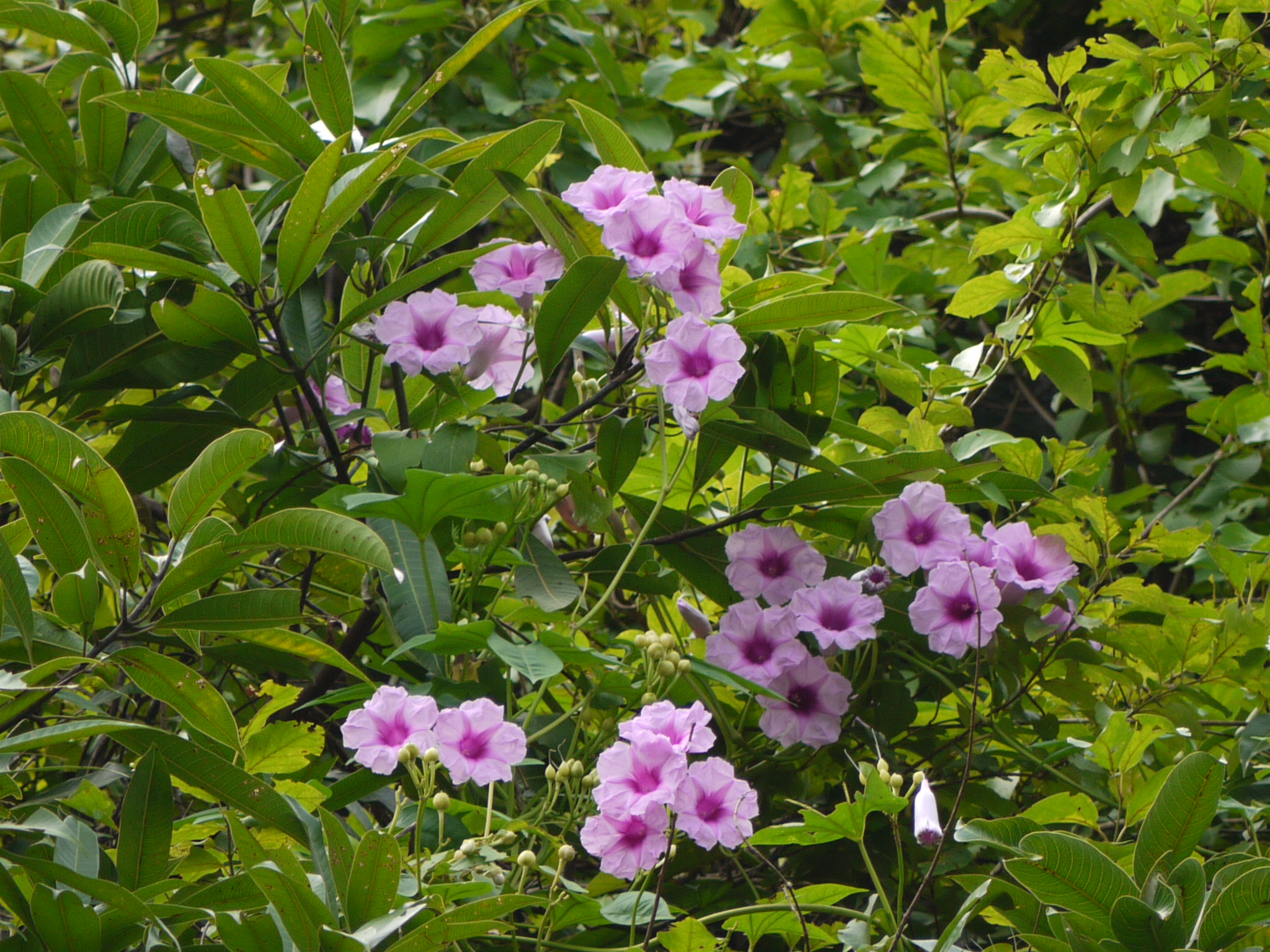
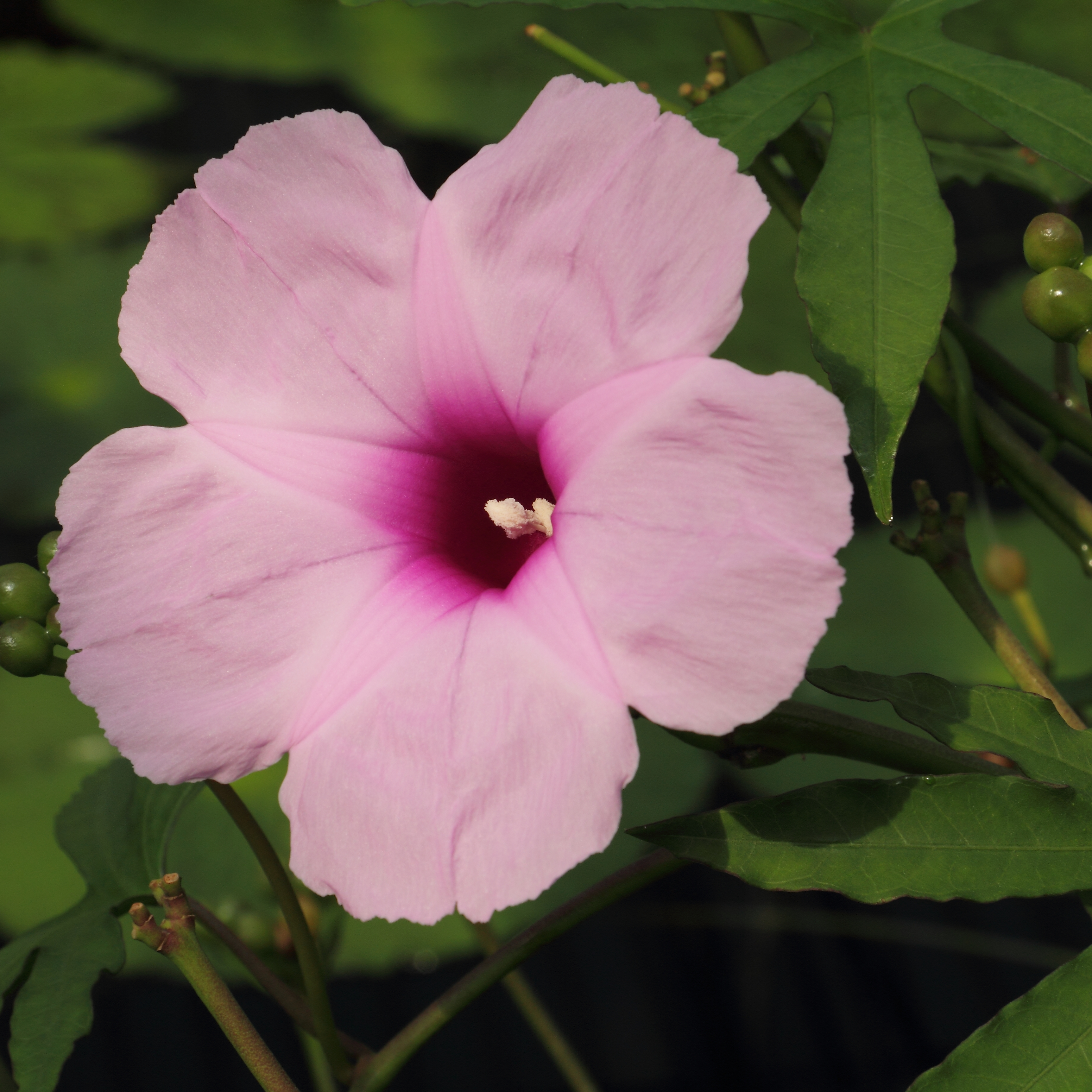

## Megjelenése
Elfásult, kúszó és évelő növény, amely indáinak segítségével kapaszkodik. A 2-6 centiméter hosszú levélnyélen ülő ötkaréjú levelei 6-16  centiméter hosszúak és 5-14 centiméter szélesek. A virágának átmérője 5-6 centiméter lehet; színezete rózsaszín. A trópusokon decembertől márciusig virágzik. A toktermése 10-15 milliméter hosszú és 6-10 milliméter széles; benne 6 milliméteres magvak ülnek.